# Palacio Díaz
El Palacio Díaz es un edificio representativo del Art decó de la ciudad de Montevideo, Uruguay. Se encuentra ubicado en pleno Centro de Montevideo. 

## Construcción
Fue diseñado por arquitectos Gonzalo Vázquez Barrière y Rafael Ruano a propuesta de la familia Díaz. Fue inaugurado en 1929. 
Entre los años 2011 y 2012 luego de varias de décadas de deterioro por su fachada fue sometida a obras de restauración.

## En la cultura popular

El dirigible Graf Zeppelin sobre el Palacio Díaz

En los años cuarenta se instaló en su planta baja el Auditorio de Radio Carve, desde donde en 1945, la Sociedad Anónima de Radioemisoras del Plata realizaría los primeros ensayos de televisión mediante circuito cerrado. Esta compañía posteriormente conformaría una sociedad que tendría como objetivo crear el primer canal de televisión de Uruguay, Canal 10. 